# Созаниха
Созаниха — річка в Україні, у Роменському та Сумському районах Сумської області. Права притока Груні (басейн Дніпра).

## Опис
Довжина річки приблизно 11 км. У пригирловій частині пересихає.

## Розташування
Бере початок на північному сході від села Рудоман (колишнє хутір Рудоманови) . Тече переважно на південний схід понад Помірка, через Нестеренки і в Капустинці впадає у річку Грунь, праву притоку Псла.